# Чилкат (река)
Чилкат (англ. Chilkat River) — река на северо-западе канадской провинции Британская Колумбия и на юго-востоке штата Аляска, США.
Берёт начало из ледника Чилкат на Береговом хребте и течёт в южном и юго-западном направлениях. Впадает в бухту Чилкат и в конечном счёте в залив Линн-Канал. Устье реки расположено в 1,6 км к юго-западу от центра статистически обособленной местности Хейнс. Длина реки Чилкат составляет примерно 84 км, из них 27 км она течёт по территории Британской Колумбии и 57 км — по территории штата Аляска. Крупные притоки — реки Клехини и Цирку.
Река была названа русскими исследователями Аляски по индейскому племени чилкат, проживавшему в данном регионе.